# Wyatt Media Group
Wyatt Media Group var ett svenskt medieföretag, som grundades 2007 ur Lunarstorms ägare LunarWorks. De är ägare till LunarStorm, LS8, Bilddagboken, Tyda.se, Äger Duger Suger, Netric Sales och Wyatt Sales. Wyatts majoritetsägare är Sten Mörtstedt. Företaget opererar under namnet Nyheter24-gruppen till följd av att Nyheter24 förvärvade Wyatt Media Group 8 juni 2011.

## Lunarstorm
Lunarstorm, på den egna sajten skrivet LunarStorm, var en svensk kommersiell webbcommunity som grundades av entreprenören Rickard Ericsson. Lunarstorm drevs av bolaget Lunarworks Holding AB som innan nedläggningen ingick i Wyatt Media Group (tidigare Lunar Group). Lunarstorm har varit Sveriges största webbcommunity näst efter konkurrenten Playahead och en av landets mest besökta webbplatser. Lunarstorm hade 1,2 miljoner medlemmar och hade i mars 2008 en halv miljon unika besökare per vecka.[källa behövs] Användarna var till största delen ungdomar; medelåldern var 18,3 år.[när?]

## Tyda
Tyda.se är en webbaserad översättningstjänst som översätter ord och uttryck från svenska till engelska, och tvärtom. Företaget bakom tjänsten heter Tyda Sverige AB. Grundaren heter Anders Forsberg, född 1950, som också grundat Svenska Afghanistankommittén.

## Bilddagboken
Bilddagboken (ofta förkortat BDB) är en svensk kommersiell community där personer kan ladda upp foton och presentera dessa för andra medlemmar. Den 1 januari 2010  innehöll Bilddagboken mer än 268 000 000 bilder och 1 335 000 bilddagböcker.
2011-05-02 bytte Bilddagboken namn till Dayviews.com för att tilltala äldre publik.

## Övriga företag
- Äger Duger Suger – Utförde undersökningar på webbplatserna Lunarstorm och LS8.
- Netric Sales – Verktyg för annonsplacering på internet.
- Wyatt Sales – säljbolag